# Alfred Stephenson
Pour les articles homonymes, voir Stephenson.
Alfred Stephenson, né le 25 novembre 1908 à Norwich et mort le 3 juillet 1999 à Southampton, est un explorateur et arpenteur britannique.

## Biographie
Stephenson est né à Norwich. Il fait ses études à la Norwich School (en). À l'âge de 12 ans, il assiste à une conférence publique donnée par Ernest Shackleton qui lui inspire son intérêt pour les régions polaires. Il étudie ensuite la géographie au St Catharine's College de Cambridge où il se lie d'amitié avec Frank Debenham qui a participé à l'expédition Terra Nova dirigée par Robert Falcon Scott entre 1910 et 1913.
Après avoir obtenu son diplôme, Stephenson rejoint l'expédition britannique de la route aérienne de l'Arctique au Groenland en tant qu'arpenteur en chef (1934). Dans des conditions polaires souvent difficiles, l'expédition étudie une zone stratégique importante du Groenland pour la route aérienne du Grand cercle entre les îles britanniques et l'Amérique du Nord, travail pour lequel Stephenson recevra la Médaille polaire. Il explore ainsi avec James Maurice Scott et Martin Lindsay le Groenland de la côte du roi Frédérick VI (en), au sud du 66° N puis à l'ouest et au nord jusqu'à Holsteinsborg. Malgré son inexpérience en tant qu'alpiniste, il a détenu pendant de nombreuses années le record d'altitude du Mont Forel à 10 950 pieds avec son compagnon Lawrence Wager (en), même s'ils n'ont pas pu atteindre le sommet de 11 099 pieds à cause du dôme de glace présent au sommet.
En 1932, il est membre de l'expédition britannique de l'année polaire. En 1934, il est géomètre en chef et météorologue de l'expédition britannique en Terre de Graham en Antarctique.
Pendant la Seconde Guerre mondiale, il rejoint la RAF en tant qu'instructeur en chef à l'unité centrale d'interprétation photographique alliée. Pour son travail de formation d'interprètes et sa contribution au développement de nouvelles techniques d'interprétation photographique, il est nommé OBE. En 1945, il rejoint l'Imperial College de Londres, où il participe à l'enseignement et à la recherche jusqu'à sa retraite en 1972. De 1956 à 1996, il est secrétaire honoraire de l'Antarctique Club.

## Hommages
Le mont Stephenson, le plus haut sommet (3 100 m) du Douglas Range (en) en Antarctique, et le nunatak Stephenson, dans la partie sud-est de l'île Alexandre-Ier, ainsi que l'île Stephenson, au Groenland, portent son nom.